# Хоменкове (Конотопський район)
Хо́менкове —  село в Україні, у Кролевецькій міській громаді Конотопського району Сумської області. Населення становить 10 осіб. До 2020 орган місцевого самоврядування — Мутинська сільська рада.

## Географія
Село Хоменкове знаходиться за 6 км від міста Кролевець на автомобільній дорозі Т 1907. На відстані 1 км розташовані села Свидня, Кащенкове, Соломашине і Безкровне. Біля села бере початок річка Свидня.

## Назва
Назва хутору йде від родини Хоменків, які і заснували хутір у 1913 році.

## Символіка
Два колоски утворюють літеру «Х» що веде до назви села (герб є промовистим).

## Історія
У 1913 році Дмитро Хоменко купив 40 десятин землі та частину ставка у пана Гарецького, побудував першу хату, до якої перевіз жити з Локні дружину Олександру та шестеро дітей. Так і почалась історія Хоменкового.
В 1940-х роках у Хоменковому ще була колгоспна бригада, протяжність хутора становила цілий кілометр. Проте, починаючи вже з 60-х, коли колгосп перемістився до іншого села, із 26 хуторських дворів почала виїжджати молодь. У 90-ті роки у Хоменковому лишалось уже 10 хат — більше половини жителів на цей час покинули малу батьківщину.
12 червня 2020 року, відповідно до розпорядження Кабінету Міністрів України № 723-р «Про визначення адміністративних центрів та затвердження територій територіальних громад Сумської області», село увійшло до складу Кролевецької міської громади.
19 липня 2020 року, в результаті адміністративно-територіальної реформи та ліквідації Кролевецького району, увійшло до складу новоутвореного Конотопського району.

## Населення

### Мова
Розподіл населення за рідною мовою за даними :
| Мова       | Кількість | Відсоток |
| ---------- | --------- | -------- |
| українська | 10        | 100%     |

## Відомі люди
- Валерій Чечель - директор Реутинського аграрного ліцею, уродженець Хоменкового.